# Флаг Северного Тушина
Флаг внутригородского муниципального образования Се́верное Ту́шино в Северо-Западном административном округе города Москвы Российской Федерации.
Флаг утверждён 14 декабря 2004 года и является официальным символом муниципального образования Северное Тушино.

## Описание
«Флаг муниципального образования Северное Тушино представляет собой двустороннее, прямоугольное полотнище с соотношением сторон 2:3.
Полотнище флага горизонтально разделено белой волнообразной полосой, ширина которой составляет 3/200 ширины полотнища, а габаритная ширина — 1/16 ширины полотнища.
В верхней голубой части помещены изображения белого летящего сокола и белой восьмилучевой звезды. Габаритные размеры изображения сокола составляют 3/8 ширины и 1/4 длины полотнища, центр изображения находится на расстоянии 9/20 от бокового края полотнища, противоположного древку, и на расстоянии 1/4 ширины полотнища от его верхнего края. Габаритные размеры изображения звезды составляют 1/8 длины и 3/16 ширины полотнища, центр изображения расположен на расстоянии 1/12 длины полотнища от его бокового края, прилегающего к древку, и на расстоянии 1/8 ширины полотнища, от его верхнего края.
В нижней зелёной части помещено изображение красной, мурованной белыми швами, стелы между двух жёлтых елей. Габаритные размеры изображения составляют 43/60 длины и 7/20 ширины полотнища. Центр изображения равноудалён от боковых краёв полотнища и находится на расстоянии 9/40 от нижнего края полотнища».

## Обоснование символики
Сокол и полярная звезда, как символы авиации и Севера, напоминают о располагавшемся в тридцатые годы XX века на территории Центрального аэродрома полярной авиации Северного морского пути, откуда отправлялись экспедиции полярников. Также сокол символизирует соколов-сапсанов, водившихся на территории Северного Тушино.
Стела из красного кирпича символизирует мемориал в честь героев-панфиловцев, совершивших бессмертный подвиг в дни обороны Москвы в 1941 году.
Белая волнообразная полоса символизирует Химкинское водохранилище.